# UGC 6093
UGC 6093是一个棒旋星系，距离地球约5亿光年（或153百万秒差距）远，坐落于狮子座中。
这个星系是已知的活动星系核的宿主星系，活动星系核是由星系中心的超大质量黑洞对物质吸积而产生的，因而导致它散发巨量的电磁辐射，使得UGC 6093的核心过量发光。该星系也是一个巨型激光激发器，这意味着它表现得像天文学激光激发器，产生微波，而不是可见光。